# جوني جونز (فلاح)
جوني جونز (بالإنجليزية: Johnny Jones)‏ هو فلاح نيوزيلندي، ولد في 1 مارس 1809، وتوفي في 16 مارس 1869.